# Pavetta tonkinensis
Pavetta tonkinensis är en måreväxtart som beskrevs av Cornelis Eliza Bertus Bremekamp. Pavetta tonkinensis ingår i släktet Pavetta och familjen måreväxter.
Artens utbredningsområde är Vietnam. Inga underarter finns listade i Catalogue of Life.